# Ю Сын Джин
Ю Сын Джин (кор. 유승진; род. 20 января 1969, Тэджон) — южнокорейский хоккеист на траве, полевой игрок; тренер. Участник летних Олимпийских игр 1988 и 1996 годов как игрок, летних Олимпийских игр 2008 года как тренер, двукратный чемпион летних Азиатских игр 1986 и 1994 годов.

## Биография
Ю Сын Джин родился 20 января 1969 года в южнокорейском городе Тэджон.
На клубном уровне до 1991 года выступал в чемпионате Южной Кореи, затем перебрался в Японию, где играл за «Хёдзито».
В составе сборной Южной Кореи дважды выигрывал золотые медали хоккейных турниров летних Азиатских игр — в 1986 году в Сеуле и в 1994 году в Хиросиме.
В 1988 году вошёл в состав сборной Южной Кореи по хоккею на траве на летних Олимпийских играх в Сеуле, занявшей 10-е место. Играл в поле, провёл 7 матчей, забил 3 мяча (два в ворота сборной Кении, один — СССР).
В 1996 году вошёл в состав сборной Южной Кореи по хоккею на траве на летних Олимпийских играх в Атланте, занявшей 5-е место. Играл в поле, провёл 7 матчей, мячей не забивал.
В 1996 году окончил в Японии аспирантуру университета Тюкё и в том же году возглавил «Хёдзито» и мужскую сборную Японии, с которой работал до 2001 года. В 2006—2007 годах тренировал женскую команду университета Тэнри, в 2006—2008 годах — женскую сборную Японии. В 2008 году занял с японками 10-е место на хоккейном турнире летних Олимпийских игр в Пекине.
В 2008 году стал менеджером японской женской команды «Кока-Кола Вест». В октябре 2012 года вновь стал главным тренером женской сборной Японии, но в 2014 году был отправлен в отставку из-за неудачи на летних Азиатских играх в Инчхоне.
В 2016 году возглавил в Южной Корее женскую команду провинции Кёнсан-Пукто.